# Automolis cinereoguttata
Automolis cinereoguttata là một loài bướm đêm thuộc phân họ Arctiinae, họ Erebidae.